# 擦痕
擦痕（さっこん）とは、運搬岩屑によって基盤岩の表面がこすられ刻まれた擦り傷、溝のことを指す。中でも直線的な形のものは、条痕、条線とも言い表される。擦痕が形成される要因は様々であり、断層運動によるもの、氷河の浸食作用によるものなど、多くの事例が確認されている。

## 種類

### 断層運動によって生じる擦痕
- 断層にずれが生じる際、その断層面や鏡肌、またはその運動の影響を受けた礫の表面等に擦痕を確認することができる。この場合、擦痕は平行する直線状の条線としての特徴を示す。それらの方向性からは、断層がずれた方向を知ることができる。方向の異なる条線が同じ断層面上に確認されることも多く、条線の伸びる方向の違いを比較しその切れ目の状態を見ることで、以前の断層運動と新しい断層運動の判定が可能となる。
- 条線の溝の深さは浅く、数ミリメートル以下の場合がほとんどである。一方向に向かって溝が浅くなっているものからは、ずれの絶対的な方向を復元できるとする説もあるが、しかしこれには異論がある。

### 氷河の浸食作用による擦痕
- 氷食作用の一種である削磨作用によって生じる擦痕は氷河擦痕または氷食擦痕と呼ばれ、氷河の底部に取り込まれた岩塊と、氷河側面の岩盤あるいは基盤岩の表面とがこすれ合うことによってできる。細粒で硬い性質の岩石に残りやすい。基盤岩表面の擦痕は氷河の流れる向きに平行に刻まれるため、当時の氷河の進んだ方向を特定することができる。また、その際上流方向ほど溝は深く明瞭になっていることが多い。
- 長さは数センチメートル程のものから1メートル以上のものもあり、幅・深さは約1〜2ミリ程度である。さらに広く深い溝を持つものは条溝、氷河溝（glacial striae）と呼ばれている。
- より細かい擦痕はひっかき傷（scratches）として区別され、直線状のものだけでなく曲線を示すものもある。これらは氷河底部の岩屑に直接傷つけられたものではなく、岩屑と基盤岩の間に挟まれた細かい砂や粒子によって着けられる。細粒物質によって滑らかに磨かれた基盤岩の表面には無数の細かな擦痕が確認でき、氷食作用によって作られる羊背岩の研磨面にもその特徴を見ることができる。中には顕微鏡でしか確認できない程の細かいものもある。
- 先述したとおり、基盤岩表面に刻まれた氷河擦痕の一般的方向は当時の氷河の流動方向を特定、復元するための情報源であり、平面上に交差する擦痕がそれぞれいつ形成されたのかを知ることで、氷河の進出期の新旧や時代ごとの流動方向の違いを比較することも行われている。しかし、氷河擦痕とそれ以外の要因によって生じた擦痕と区別することは困難な場合が多く、擦痕の情報のみで氷河によるものであると特定してしまうことは危険である。

### その他の要因による擦痕
- 断層、氷河によるもの以外に、流氷・雪崩・地滑り・山崩れ・泥流などの外的営力によって形成される場合や、岩塩や石膏のダイアピルが擦痕を生じさせる例もある。
- 氷河の流動による場合とは異なり短い期間で形成されるのが特徴であり、したがって氷河擦痕ほどに顕著な発達は示しにくいとは言われているが、それでも判別は難しいとされる。

## その他
擦痕を持つ礫を擦痕礫、氷食擦痕を持つ礫は氷食礫（glasiated clast）と呼ばれる。